# فرنسيس مارتن كيلي
فرنسيس مارتن كيلي (بالإنجليزية: Francis Martin Kelly)‏ هو قسيس أمريكي، ولد في 15 نوفمبر 1886، وتوفي في 24 يونيو 1950.